# Самонов, Александр Григорьевич
Александр Григорьевич Самонов (21 июня 1931, с. Иванковка, Макинский район, Акмолинская область, Казахская АССР — 15 мая 1996, Балхаш, Карагандинская область, Казахстан) — старший плавильщик Балхашского горно-металлургического комбината Министерства цветной металлургии Казахской ССР, Карагандинская область, Казахская ССР. Герой Социалистического Труда (1966).

## Биография
Родился в 1931 году в крестьянской семье в селе Иванковка Макинского района.
С 1951 года — классификаторщик Балхашского горно-обогатительного комбината до призыва на срочную службу в Советской Армии. После прохождения военной службы возвратился на родное производство, где трудился плавильщиком, с 1959 года — старшим плавильщиком. В 1960 году его бригада получила почётное звание коллектива коммунистического труда.
Плавильщики под его руководством ежегодно выполняли план на 101—103 %. Бригада досрочно завершила коллективное социалистическое обязательство и плановые задания Семилетки (1959—1965). За годы этой пятилетки было получено меди из полуфабриката на 48 тонн больше запланированного и сэкономлено 8,4 тысячи тонн топлива. Указом Президиума Верховного Совета СССР от 20 мая 1966 года удостоен звания Героя Социалистического Труда за «выдающиеся успехи, достигнутые в развитии цветной металлургии» с вручением ордена Ленина и золотой медали «Серп и Молот» (№ 14007).
В 1962 году избирался депутатом Карагандинского областного и Балхашского городского (1958—1962) Советов депутатов трудящихся.
После выхода на пенсию проживал в Балхаше. Умер в мае 1996 года.
Награды
- Герой Социалистического Труда
- Орден Ленина
- Заслуженный металлург Казахской ССР